# ランガナタン

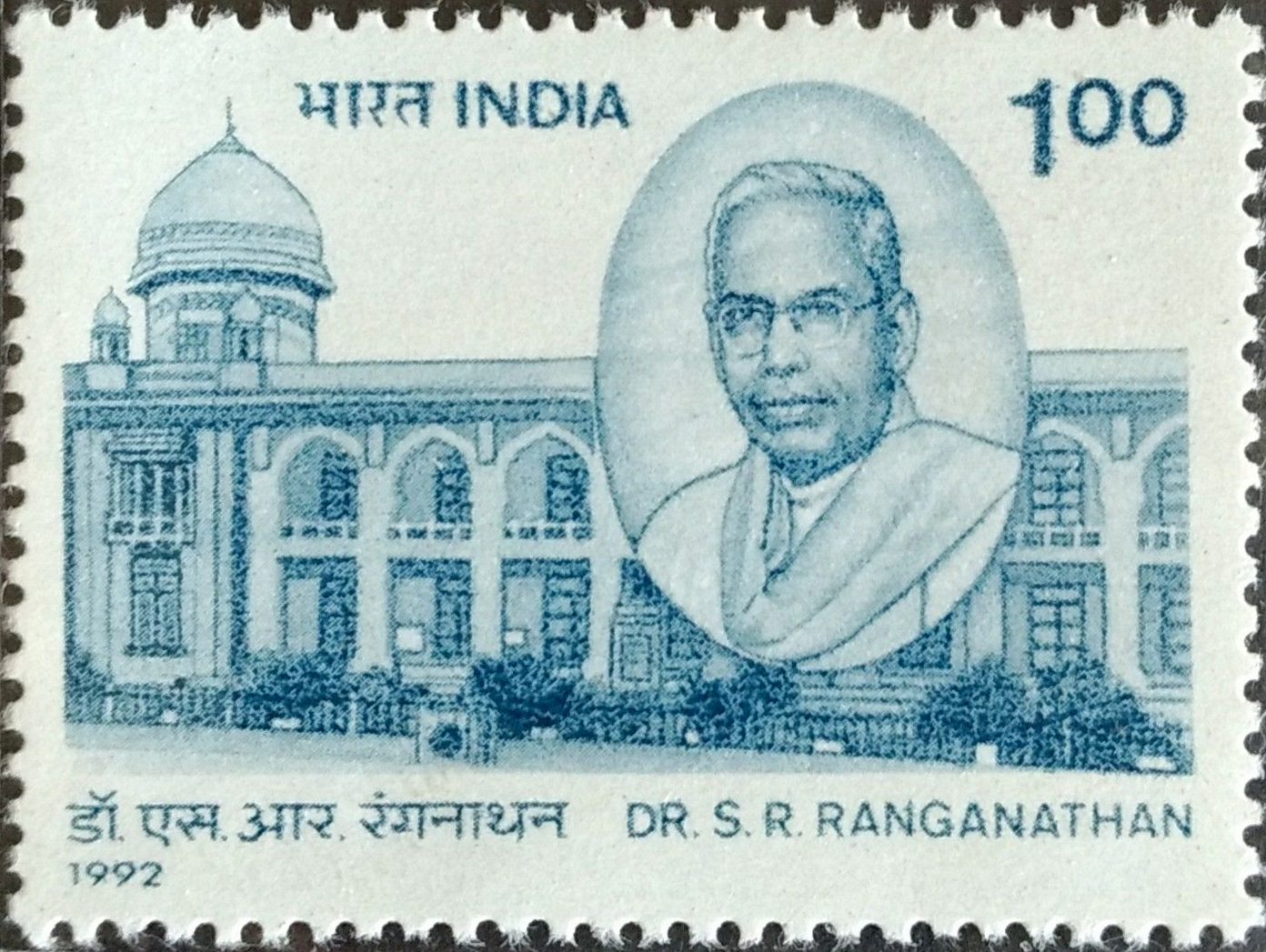
生誕100年を記念してインドで発行された記念切手

シヤリ・ラマムリタ・ランガナータン（或いはランガナタン, Shiyali Ramamrita Ranganathan, சியலி ராமாமிருத ரங்கநாதன்、1892年8月9日 - 1972年9月27日）は、インドの数学者・図書館学者でタミル人。図書館学五原則（または図書館学の五法則）とコロン分類法を制定した事で知られ、インド図書館学の父と呼ばれる。

## 略歴

### 図書館学以前
1892年8月9日、イギリス統治下のインド、タミル・ナードゥ州のシーヤーリ郡（現在のシールカーリ(சீர்காழி)郡）で誕生。
彼はまず、数学者として研究生活を始め、数学の学士号、及び修士号、そして教員資格を故郷にあるマドラス基督教大学で取得。彼の数学者としての論文には数学史に関する物が多い。
彼の人生の目標は数学を教える事であり、5年間、マンガロール大学、コーヤンブットゥール大学、マドラス大学の数学科で教鞭を執った。彼にはどもりというハンディがあり、教員生活に些か悪影響を及ぼしていたが、その後の研究生活の中で次第に克服されていった。

### 図書館学前半
1923年、マドラス大学はその蔵書を管理するために、大学図書館部門を創設する事とし、担当者の選抜が行われたが、900人いた応募者の中で正規の図書館学課程を修めた者は皆無であった。しかし、彼の提出した書類は、担当者は研究背景を持つべきだという採用委員会の要求を満たした。
彼の図書館学に関する知識は、面接の数日前に読んだブリタニカ百科事典に書かれていたものだけであったが、彼は面接に呼ばれるまで応募した事を忘れ、インドの伝統である採用委員会への働きかけも行わなかったにもかかわらず、1924年1月付で司書に任命された。
着任当初、彼はその職務の孤独さに堪えられず、2,3週間後にその苦情を大学当局に訴え、教職に戻る事を要求したところ、大学当局は教職に戻る条件としてロンドンで西洋の図書館学課程を修めて来るよう、命じた。
そこで、当時、イギリス国内で唯一の図書館学課程を設けていたロンドン大学へ留学し、平均より若干良い成績を修めた。
留学中、彼の数学的な思考は、図書館学課程では暗記科目として教えられていた十進分類法についての問題点を見出し、新たな分類法、後にコロン分類法となる分類法を独力で模索し始めた。彼はそれについてのアイデアを、ロンドンの玩具店でメカノを見た時に思いつき、インドへ帰郷する間もそれは研究され続け、乗船している船の蔵書をも再整理してしまうほどであった。
彼は図書館及び司書に対する強い情熱と展望を持って帰国し、マドラス大学に司書として帰任し、20年間勤めた。その間、マドラス図書館協会の設立を支援し、インド各地での公共図書館の設立、及び包括的な国立図書館の設立のために熱心に請願運動を行った。
彼はワーカー・ホリックとして有名で、マドラス大学での20年間、1日に13時間、1日も休むことなく働き、1928年の11月には結婚しているが、その日の午後には職場に戻っている。
彼と妻サーラダーとの間には息子が1人おり、その婚姻関係は彼が亡くなるまで続いた。
マドラス大学での司書としての最初の数年間は思考と分析に費やされ、この期間に彼の最も著名な業績である図書館学五原則（1931年）とコロン分類法（1933年）が作成された。

### 図書館学後半
マドラス大学で20年間、司書を最後の職業のつもりで務めていたが、兼任していた副学長職との矛盾に堪えられなくなり、54歳の時に辞表を提出。
その後、憂鬱な時期を少し経て、1945年の8月に、ワーラーナシーのバナーラス・ヒンドゥー大学の図書館学の教授に就任し、大学図書館の蔵書目録の作成に励み、4年後に退職するまで10万点以上の図書を分類した。
また、1944年から1953年の間、インド図書館協会の会長を務めたが、取りまとめ役としては優秀ではなく、デリー公共図書館が彼のコロン分類法の代わりにデューイ十進分類法を採用した時、彼はその論争のまっただ中にいた。
その後、1949年から1955年の間、デリー大学の名誉教授となり、弟子のS.ダース・グプターと共に図書館学コースを設置した。
その後、1955年から1957年の間、息子が西洋人の女性と結婚したため、スイスのチューリッヒに滞在し、その間、ヨーロッパの図書館界と交流を深め、多くの支持者を得たが、その正統的でない関係は彼にとっては居心地の悪いものであり、すぐにインドに戻り、バンガロールに居を構えた。
その後、1962年に文書管理研究・研修センタをバンガロールに設立し、5年間、名誉センター長を務めた。
1965年には彼の功績を称えてインド政府からNational Research Professorの称号が贈られた。
晩年、彼は病に伏し、その殆どの時間を病床で過ごした。そして、1972年9月27日、気管支炎を併発して亡くなった。
彼が誕生してから丁度100年に当たる1992年、彼の栄誉を称えて、幾つかの伝記や随筆集が刊行された。因みに、彼自身による自叙伝は彼の生存年中に逐次的に刊行され、その名を『司書は振り返る』と言う。

## 図書館学五原則
ランガナタンが提唱した図書館学五原則（または図書館学の五法則）は以下のとおりである。
1. 本は利用するためのものである - Books are for use.
2. 本はすべての人のためにある。または、すべての人に本が提供されなくてはならない - Every reader his or her book.
3. すべての本をその読者に - Every book its reader.
4. 読者の時間を節約せよ - Save the time of the reader.
5. 図書館は成長する有機体[4]である - A library is a growing organism.

## 関連書籍
- 竹内さとる編著・解説『ランガナタン博士の五法則に学ぶ』日本図書館協会〈JLA図書館実践シリーズ 15〉、2010年4月。ISBN 978-4-8204-1000-3。